# Draper (Teksas)
Draper (dawniej Corral City) – miasto w Stanach Zjednoczonych, w stanie Teksas, w hrabstwie Denton.
Miejscowość zyskała prawa miejskie w roku 1973. W 2016 roku miasto zmieniło nazwę na Draper na cześć byłego burmistrza, Jamesa Drapera.